# Sheep River (Highwood River)
Der Sheep River ist ein ca. 110 km langer linker Nebenfluss des Highwood River im Südwesten der kanadischen Provinz Alberta.

## Flusslauf
Der Sheep River entspringt im Elbow-Sheep Wildland Provincial Park in den Kanadischen Rocky Mountains. Das Quellgebiet befindet sich auf der Nordostseite der Misty Range auf einer Höhe von 2200 m. Wenige Hundert Meter weiter nördlich befindet sich der Oberlauf des Elbow River. Der Sheep River fließt anfangs 10 km nach Südsüdosten. Anschließend wendet sich der Fluss nach Osten und durchbricht den östlichsten Gebirgskamm der Rocky Mountains. Der Sheep River Provincial Park liegt am Fuße der Rocky Mountains am Oberlauf des Flusses. Dieser fließt auf seiner restlichen Strecke in östlicher Richtung durch die Prärie. Die Ortschaften Turner Valley und Black Diamond liegen am Flusslauf. 15 km oberhalb der Mündung passiert der Sheep River die Kleinstadt Okotoks. Nach weiteren 8 km kreuzt der Alberta Highway 2 (Calgary–Fort Macleod) den Fluss. Dieser mündet schließlich 8 km östlich von Okotoks in den Highwood River, 14 km oberhalb dessen Mündung in den Bow River.

## Hydrologie
Der Sheep River entwässert ein Areal von 1570 km². Der mittlere Abfluss (MQ) beträgt 9 m³/s.